# Georg Stollenwerk
Georg Stollenwerk (Düren, 19 dicembre 1930 – Colonia, 1º maggio 2014) è stato un calciatore tedesco, di ruolo difensore.

## Carriera

### Club
Stollenwerk iniziò la sua carriera calcistica nel Düren 99, dove giocò fino al 1953. Successivamente si trasferì al Colonia, con cui disputò undici stagioni, totalizzando 239 presenze e segnando 41 reti. Fu un giocatore molto versatile, in grado di ricoprire diversi ruoli, ma si affermò principalmente come difensore.

### Nazionale
Con la nazionale della Germania Ovest collezionò 23 presenze e 2 gol tra il 1951 e il 1960. Prese parte anche al Mondiale del 1958 in Svezia.

### Allenatore
Dopo il ritiro, intraprese la carriera da allenatore. Allenò l'Alemannia Aquisgrana nel 1969 e il Colonia tra il 1975 e il 1976.

## Palmarès

### Club

#### Competizioni nazionali
- Campionato tedesco: 2

Colonia: 1961-1962, 1963-1964